# Rurutia
Rurutia (ルルティア) egy japán énekesnő és dalszerző. Zenei karrierje az Itoshigo yo című számmal és a hozzátartozó kislemezzel kezdődött 2001-ben. Kezdetben a Toshiba-EMI-nél volt, 2005-ben azonban kiadót váltott és a Phoerix Recordshoz szerződött. Eddig összesen tíz kislemeze, hat albuma és négy középlemeze készült, a legújabb a Resonance, mely 2011. április 27-én jelent meg.

## Diszkográfia

### Kislemezek
|     | Cím (romanizált és magyar)                                       | Az eredeti japán cím | Kiadás dátuma |
| --- | ---------------------------------------------------------------- | -------------------- | ------------- |
| 1.  | Itoshigo yo (Szemem fénye)                                       | 愛し子よ             | 2001.10.06.   |
| 2.  | Lost Butterfly (Elveszett pillangó)                              | ロスト バタフライ    | 2001.12.06.   |
| 3.  | Yuruginai Utsukushii Mono (Egy megingathatatlan, gyönyörű dolog) | ゆるぎない美しいもの | 2002.06.26.   |
| 4.  | Suzaku no Sora (Suzaku Ege)                                      | 朱雀の空             | 2002.09.30.   |
| 5.  | Shine (Fény)                                                     | シャイン             | 2003.01.22.   |
| 6.  | Träumerei (Álmodozás)                                            | トロイメライ         | 2003.10.29.   |
| 7.  | Primary (Elsődleges)                                             | プライマリー         | 2005.03.02.   |
| 8.  | Spinel (Spinell)                                                 | スピネル             | 2005.11.21.   |
| 9.  | Hohoemi no Maria (Mosolygó Mária)                                | 微笑みのマリア       | 2006.01.26.   |
| 10. | Reirei Tenohira (Tiszta hang a tenyeremben)                      | 玲々テノヒラ         | 2006.05.31.   |

### Albumok

#### R° (2002.03.06.)
1. エレメンツ (Elements)
2. 知恵の実 (Chie no Mi)
3. 愛し子よ (Itoshigo yo)
4. ロスト バタフライ (Lost Butterfly)
5. 赤いろうそく (Akai Rōsoku)
6. 雨の果て (Ame no Hate)
7. 僕の宇宙 君の海 (Boku no Uchū Kimi no Umi)
8. 僕らの箱庭 (Bokura no Hakoniwa)
9. 銀の炎 (Gin no Honoo)
10. ハートダンス (Heart Dance)

#### Water Forest (2003.02.26.)
1. パヴァーヌ (Pavane)
2. 朱雀の空 (Suzaku no Sora)
3. オール (Oar)
4. 星のたましい (Hoshi no Tamashii)
5. サンクチュアリ (Sanctuary)
6. ゆるぎない美しいもの (Yuruginai Utsukushii Mono)
7. 幻惑の風 (Genwaku no Kaze)
8. シャイン (Shine)
9. 満ちる森 (Michiru Mori)
10. 思季 (Shiki)

#### Promised Land (2004.06.09.)
1. ハレルヤ (Hallelujah)
2. neo
3. アラベスク (Arabesque)
4. シンシア (Cynthia)
5. トロイメライ (Träumerei)
6. ジゼル (Giselle)
7. 流れ星 (Nagareboshi)
8. メリー (Merry)
9. GOLA
10. 月千一夜 (Tsuki Sen'ichiya)
11. maururu roa('thank you very much' in Tahitian)

#### ミーム (Meme) (2005.04.13.)
1. Dancing Meme
2. tone
3. リラが散っても (Rira ga Chitte mo)
4. プライマリー(album ver.)(Primary)
5. シグナル (Signal)
6. スカーレット (Scarlet)
7. セレナイト (Selenite)
8. ヒースの楽園 (Heath no Rakuen)
9. 青い薔薇 (Aoi Bara)
10. 蝶ノ森 (Chō no Mori)
11. コバルトの星 (Cobalt no Hoshi)
12. Sleeping Meme

#### Chorion (2006.11.08.)
1. ABINTRA
2. 玲々テノヒラ (Reirei Tenohira)
3. 星に花、灰色の雨 (Album ver) (Hoshi ni Hana, Hai iro no Ame)
4. 水景色　星模様 (Mizugeshiki Hoshimoyō)
5. 願いの届く日 (Negai no Todoku Hi)
6. スピネル (Spinel)
7. Time Traveler
8. パレード (Parade)
9. 微笑みのマリア (Hohoemi no Maria)
10. マグノリアの情景 (Magnolia no Joukei)
11. ABINTRA (Inst)
12. 水景色　星模様(Inst) (Mizugeshiki Hoshimoyō)
13. 願いの届く日 (Inst) (Negai No Todoku Hi)
14. スピネル (Inst) (Spinel)
15. 微笑みのマリア (Inst) (Hohoemi No Maria)

#### Seirios (2009.02.27.)
1. Seirios
2. サイレントプレイヤー (Silent Prayers)
3. Opus
4. オーロラ飛行 (Aurora Hikou)
5. 流光 (Ryuukou)
6. 無憂歌 (Muyuu ka)
7. LAST DAY
8. 氷鎖 (Hyousa)
9. 夢蛍 (Yume Hotaru)
10. VOID
11. 星と羽 (Hoshi to Hane)

### Középlemezek

#### Opus (2007.06.27.)
|    | Cím, eredeti              | Magyar                                              | Romanizált                          |
| -- | ------------------------- | --------------------------------------------------- | ----------------------------------- |
| 1. | Opus                      | Kompozíció                                          | -                                   |
| 2. | 流光                      | Fényár                                              | Ryūkō                               |
| 3. | 水景色 模様 (Ballade Ver) | A víz és a csillagok megjelenése (ballada változat) | Mizugeshiki Hoshimoyō (Ballade Ver) |
| 4. | 愛し子よ(Ballade Ver)     | Szemem fénye (ballada változat)                     | Itoshigo yo (Ballade Ver)           |
| 5. | アラベスク (Ballade Ver)  | Arabeszk (ballada változat)                         | Arabesque (Ballade Ver)             |
| 6. | 星と羽                    | Csillagok, tollak                                   | Hoshi to Hane                       |
| 7. | Opus (Music Box Ver)      | Kompozíció (zenedoboz változat)                     | Opus (Music Box Ver)                |
| 8. | 流光 (Music Box Ver)      | Fényár (zenedoboz változat)                         | Ryūkō (Music Box Ver)               |

#### 氷鎖 (Hyousa) (2008.04.30.)
|    | Cím, eredeti              | Magyar                                         | Romanizált                     |
| -- | ------------------------- | ---------------------------------------------- | ------------------------------ |
| 1. | 氷鎖                      | Jeges bilincs                                  | Hyōsa                          |
| 2. | 無憂歌                    | A félelem nélküliség dala                      | Muyūka                         |
| 3. | Opus (Ballad Ver)         | Kompozíció (ballada változat)                  | -                              |
| 4. | 銀の炎 (Ballad Ver)       | Ezüst lángok (ballada változat)                | Gin no Honoo (Ballad Ver)      |
| 5. | 星のたましい (Ballad Ver) | Csillagok lelke (ballada változat)             | Hoshi no Tamashii (Ballad Ver) |
| 6. | 玲々テノヒラ (Ballad Ver) | Tiszta hang a tenyeremben (ballada változat)   | Reirei Tenohira (Ballad Ver)   |
| 7. | 氷鎖 (Music Box Ver)      | Jeges bilincs (zenedoboz változat)             | Hyōsa (Music Box Ver)          |
| 8. | 無憂歌 (Music Box Ver)    | A félelem nélküliség dala (zenedoboz változat) | Muyūka (Music Box Ver)         |

#### Behind the blue (2010.10.07.)
|    | Cím, eredeti                           | Magyar                                                        | Romanizált                       |
| -- | -------------------------------------- | ------------------------------------------------------------- | -------------------------------- |
| 1. | Behind the blue                        | A kékség mögött                                               | -                                |
| 2. | Rainbow                                | Szivárvány                                                    | -                                |
| 3. | 花綴り (silky jazz ver)                | Virágkompozíció (lágy jazz változat)                          | Hana Tsuzuri (silky jazz ver)    |
| 4. | 夢蛍 (candle night remix)              | Szentjánosbogarak az álmomból (éjjeli gyertyafényes változat) | Yume Hotaru (candle night remix) |
| 5. | Rainbow (alegria dance remix)          | Szivárvány (alegria dance remix)                              | -                                |
| 6. | Behind the blue (midnight story remix) | A kékség mögött (éjféli mese változat)                        | -                                |
| 7. | LAST DAY (autumn moon remix)           | Az utolsó nap (őszi hold változat)                            | -                                |
| 8. | Behind the blue(Instrumental)          | A kékség mögött (hangszeres változat)                         | -                                |
| 9. | Rainbow (Instrumental)                 | Szivárvány (hangszeres változat)                              | -                                |

#### RESONANCE (2011.04.27.)
|    | Cím, eredeti              | Magyar                          | Romanizált             |
| -- | ------------------------- | ------------------------------- | ---------------------- |
| 1. | RESONANCE                 | Visszhang                       | -                      |
| 2. | Invitation                | Meghívás                        | -                      |
| 3. | 深 藍                     | Mélykék                         | Shin'ai                |
| 4. | RESONANCE (acoustic ver)  | Visszhang (akusztikus változat) | -                      |
| 5. | Invitation (acoustic ver) | Meghívás (akusztikus változat)  | -                      |
| 6. | 深 藍 (Ballad ver)        | Mélykék (ballada változat)      | Shin'ai (Ballad ver)   |
| 7. | RESONANCE (Instrumental)  | Visszhang (hangszeres változat) | -                      |
| 8. | Invitation (Instrumental) | Meghívás (hangszeres változat)  | -                      |
| 9. | 深 藍 (Instrumental)      | Mélykék (hangszeres változat)   | Shin'ai (Instrumental) |

### Egyéb

#### 楳図かずお恐怖劇場 (Umezu Kazuo Kyōfu Gekijō) (2005.06.21.)
1. 蝶ノ森(オープニングテーマ-cinema track-) (Chō no Mori)
2. ハレルヤ (Hallelujah)
3. トロイメライ (Träumerei)
4. 蝶ノ森 (Chō no Mori)
5. 知恵の実 (Chie no Mi)
6. パヴァーヌ (Pavane)
7. エレメンツ (Elements)
8. 満ちる森 (Michiru Mori)
9. 僕の宇宙　君の海 (Boku no Uchū Kimi no Umi)
10. 僕らの箱庭 (Bokura no Hakoniwa)
11. neo
12. コバルトの星 (Cobalt no Hoshi)
13. エレメンツ (Elements)
14. サンクチュアリ (Sanctuary)
15. コバルトの星(エンディングテーマ－cinema track-) (Cobalt no Hoshi)

### Fordítás
- Ez a szócikk részben vagy egészben  a   Rurutia című angol Wikipédia-szócikk fordításán alapul.  Az eredeti cikk szerkesztőit annak laptörténete sorolja fel. Ez a jelzés csupán a megfogalmazás eredetét és a szerzői jogokat jelzi, nem szolgál a cikkben szereplő információk forrásmegjelöléseként.
- Ez a szócikk részben vagy egészben  a(z)   ルルティア című japán Wikipédia-szócikk fordításán alapul.  Az eredeti cikk szerkesztőit annak laptörténete sorolja fel. Ez a jelzés csupán a megfogalmazás eredetét és a szerzői jogokat jelzi, nem szolgál a cikkben szereplő információk forrásmegjelöléseként.

## Külső hivatkozások
- Rurutia hivatalos weboldala
- Rurutia Fan Site (Francia)